# 旺山
73°26′S 67°9′W / 73.433°S 67.150°W
旺山（英語：Mount Vang），是南極洲的山峰，位於帕爾默地的喬治六世海峽南部，處於埃克隆群島東南面80英里，由美國研究隊發現，現時由南極條約體系管理。